# Минич, Драголюб
Драголюб Минич (серб. Драгољуб Минић; 5 апреля 1936, Подгорица, Королевство Югославия — 5 апреля 2005, Нови-Сад, Сербия) — хорватский шахматист, почётный гроссмейстер (1991).
Участник многих чемпионатов Югославии; лучшие результаты: 1962 — 1-2-е (с А. Матановичем), 1976 — 3-4-е места. Участник межзонального турнира в городе Пальма (остров Мальорка, 1970) — 15-16-е место. 
Лучшие результаты в других международных соревнованиях: Ровинь — Загреб (1970) — 7-8-е, 1971 — 1-2-е; Винковци (1974) — 1-е место. В составе команды Югославии участник ряда олимпиад, в том числе 19-й (1970) — 7½ очков из 9 (1-е место на 2-й запасной доске).

## Изменения рейтинга
| Графики недоступны из-за технических проблем. См. информацию на Фабрикаторе и на mediawiki.org. |